# Heriades binghami
Heriades binghami är en biart som beskrevs av Dover 1925. Heriades binghami ingår i släktet väggbin, och familjen buksamlarbin. Inga underarter finns listade i Catalogue of Life.